# 川のぬし釣り3&4
川のぬし釣り3&4は、2006年2月9日に発売されたゲームボーイアドバンス用ソフト。発売元はマーベラスインタラクティブ。2016年5月11日よりWii Uバーチャルコンソールにて配信開始。

## 概要
- ゲームボーイ版で発売された『川のぬし釣り3』と『川のぬし釣り4』をゲームボーイアドバンスに移植したもの。

## 変更点
- グラフィックを鮮明なものに変更した。

## 川のぬし釣り3
- ゲームボーイソフト『川のぬし釣り3』を参照。

## 川のぬし釣り4
- ゲームボーイソフト『川のぬし釣り4』を参照。